# Ingvar Svensson (entomolog)
Johan Ingvar Manfred Svensson, född 29 juli 1919 i Glimåkra församling, död 17 februari 2011 i Nosaby församling, var en svensk jägmästare och entomolog specialiserad på fjärilar. Under sin karriär beskrev han 19 nya fjärilsarter. Därtill är fem arter samt ett släkte uppkallade efter honom. 

## Biografi
Ingvar Svensson växte upp på gården Rumperöd och började redan som tonåring intressera sig för de fjärilar han såg på gården. 1947 tog han examen som jägmästare och anställdes vid Skogsstyrelsen. Runt 1950 förde hans yrke honom till Hällfors, där han upptäckte sin första nya fjärilsart, Tinea bothniella. 1953 flyttade Svensson tillsammans med hustrun Elsa till ett hus i Österslöv i Skåne och fick en tjänst på Skogsstyrelsen i Kristianstad, där han blev kvar till sin pensionering. Under åren som följde gjorde Svensson ett stort antal resor inom Sverige för att upptäcka, samla in och dokumentera diverse fjärilsarter, något som han sedan publicerade årliga rapporter om fram till sin död. Vid slutet av hans samlarkarriär innehöll hans fjärilssamling 120 000 uppspända fjärilar från 3 500 arter. Samlingen förvaras idag på Biologiska museet i Lund. Åren 1990–2005 verkade Svensson vid Artdatabanken vid Sveriges lantbruksuniversitet i Uppsala, där han som specialist i rödlistekommittén för fjärilar var med och bedömde utdöenderisken för svenska fjärilsarter.

## Arter beskrivna av eller uppkallade efter Ingvar Svensson

### Arter beskrivna av Ingvar Svensson
- Tinea bothniella

- Ectoedemia amani
- Ocnerostoma friesei
- Coleophora unigenella
- Acompsia subpunctella
- Oidaematophorus vafradactylus
- Lithocolletis rolandi
- Nepticula lappovimella
- Parornix traugott
- Elachista krogeri
- Elachista nielswolffi
- Elachista vonschantzi
- Coleophora peri
- Trifurcula rodella
- Depressaria nemolella
- Mompha complexa
- Pseudatemelia elsae
- Eudonia aequalis
- Monochroa inflexella

### Arter uppkallade efter Ingvar Svensson
- Tinea svenssoni
- Amphipyra svenssoni
- Stigmella svenssoni
- Elachista ingvarella
- Coleophora svenssoni

Även släktet Svenssonia är uppkallat efter Ingvar Svensson.